# 山神温泉
山神温泉（やまかみおんせん）は、岐阜県土岐市下石町（旧国美濃国）にある温泉。

## 泉質
- 単純弱放射能冷鉱泉
  - 泉温　22℃

## 温泉地
土岐市街地から南ヘ少し離れた森林地帯に、一軒宿の「湯乃元館」が存在。5室中3室の客室に温泉を引いている。
料理は美濃焼を使用した季節の会席料理を提供している。

## 歴史
開湯は700年前の鎌倉時代。この地に着いた落武者が夢で薬師如来に川で傷を癒せとお告げを授けた。傷を洗った結果、治ったとの説がある。
それ以降、湯治場として賑わった。大正元年に、たらい桶を浴場として開業し公衆浴場薬師温泉として登録された。その後料理旅館 山神温泉湯乃元館として生まれ変わった。平成8年には100名以上収容可能な大宴会場を増設し連日にぎわいを見せた。その後、大浴場 志野・織部を設けた。平成13年2001年には本館2階部分から庭園と小川を見渡せる客室四季山水を増築。愛・地球博に合わせ平成16年 2004年 宿泊棟 湯茶寮 山水を増築。世界各国のVIPをもてなせるよう設計された4室は、日本の侘び寂びを感じさせる落ち着いた和室で、うち2室は内風呂温泉があり、他人と入浴する大浴場の習慣がない外国人にも対応できるようになっている。平成30年2018年に本館部分を減築し、宴会場2室、客室5室として営業中。外国人インバウンドは紹介制となっている。

## アクセス
- JR中央本線土岐市駅より東濃鉄道バスで20分。

- 東海環状自動車道土岐南多治見ICから県道66号経由、車で10分。